# Avesta (Stadt)

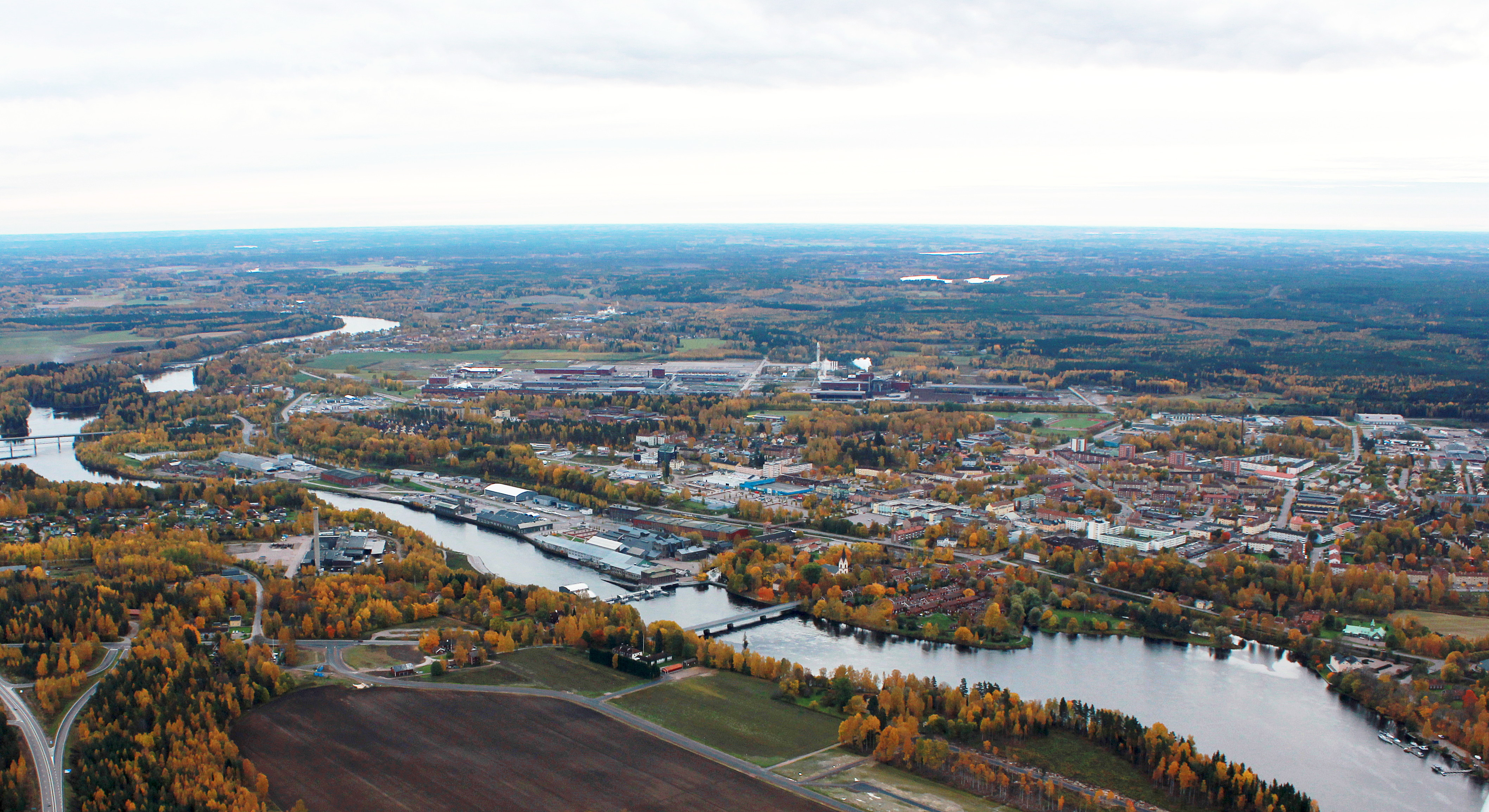
Luftaufnahme von Avesta (2010)

Avesta ist eine Stadt in der schwedischen Provinz Dalarnas län und der Hauptort der gleichnamigen Gemeinde (kommun). Im Ortsnamen, der 1303 noch Aghastadhum geschrieben wurde, kommen ave (Erweiterung eines Wasserlaufes) und stadher (altschwedisch für Stelle oder Hof) vor.
Die Siedlung liegt am Fluss Dalälven, der hier zwei Wasserfälle bildet. Sie ist ein Eisenbahnknotenpunkt und ein alter Industriestandpunkt. Schon vor etwa 350 Jahren begann man hier mit der Metallherstellung und Metallveredelung. Erste Kupferhütten gab es ab dem 17. Jahrhundert in dieser Gegend. In einer früheren Industrielandschaft, dem sogenannten Koppardalen (Kupfertal), haben sich heute kleinere Unternehmen etabliert.
Eine Sehenswürdigkeit von Avesta ist am Rastplatz Dalahästen das größte Dalapferd der Welt. In der Nähe der Stadt gibt es auch einen sehenswerten Wisentpark.
Der Bahnhof Avesta Krylbo befindet sich beim südlich benachbarten Ort Krylbo.

## Geschichte
Schon im Mittelalter gab es in der Nähe der heutigen Stadt eine Metallhütte. 1636 begann man mit dem Bau des Kupferwerkes, das sich zu einem der größten in Europa entwickelte. Eingeleitet wurde der Bau vom Holländer Govert Silentz. Dieser wurde 1642 von Münzmeister Marcus Koch (Kock) abgelöst. Letzterer ließ auch eine Münzerei anlegen, die bis 1831 so gut wie alle schwedischen Kupfermünzen prägte. Als Avesta 1641 die Stadtrechte erhielt, gab das der Entwicklung des Ortes einen weiteren Schub. Die Konkurrenz der umliegenden Städte führte jedoch 1688 zu einer Aufhebung dieser Rechte. Aufgrund des Bevölkerungsschwundes wurden in der Mitte des 19. Jahrhunderts die Münzerei und das Kupferwerk stillgelegt.
Neue Industriezweige ließen aber nicht lange auf sich warten. 1874 wurde mit dem Bau eines Eisenwerkes begonnen, dessen Nachfolger heute der wichtigste Arbeitgeber in Avesta ist. Mit der neuen Blüte erlangte der Ort 1907 den Status eines Flecken (köping) und 1919 bekam man auch die Stadtrechte zurück. In der damals etwa 5000 Einwohner zählenden Stadt wurden eine Aluminiumfabrik und ein Düngemittelwerk errichtet.
1967 wurde die nahe Minderstadt (köping) Krylbo eingemeindet. Diese war in Folge Ortsteil des Tätorts Alvesta, wird aber seit 2015 wieder als eigenständiger Tätort geführt.

## Stadtplanung
Die ursprüngliche Bebauung von Avesta, das heutige Gamla Byn, entstand westlich der Kirche nach einem Rasterplan. Die gut erhaltenen Blockhäuser entstanden aber hauptsächlich nach einem Brand, der 1803 im Ort wütete. Vereinzelt findet man aber noch Häuser aus dem 17. Jahrhundert. Die zweischiffige Steinkirche wurde 1655 eingeweiht. Ursprünglich hatte sie ein Walmdach mit Dachreitern, doch dieses wurde beim Brand von 1803 zerstört. Das heutige Dach und der Turm entstanden zwischen 1851 und 1852.
Zum Anfang des 20. Jahrhunderts wurde Avesta nach einem neuen Plan umgebaut. Dabei entstand ein großer Platz, Markustorget, südlich der Bahnlinie. Der zentrale Teil der Straße Kungsgatan ist überdacht und eine Fußgängerzone.
Zur Erinnerung an die alte Münzerei gibt es in Avesta ein Münzmuseum. Die Hauptattraktion ist ein fast 20 kg schweres 10-Taler-Stück. Dieses gilt als die größte Münze der Welt.

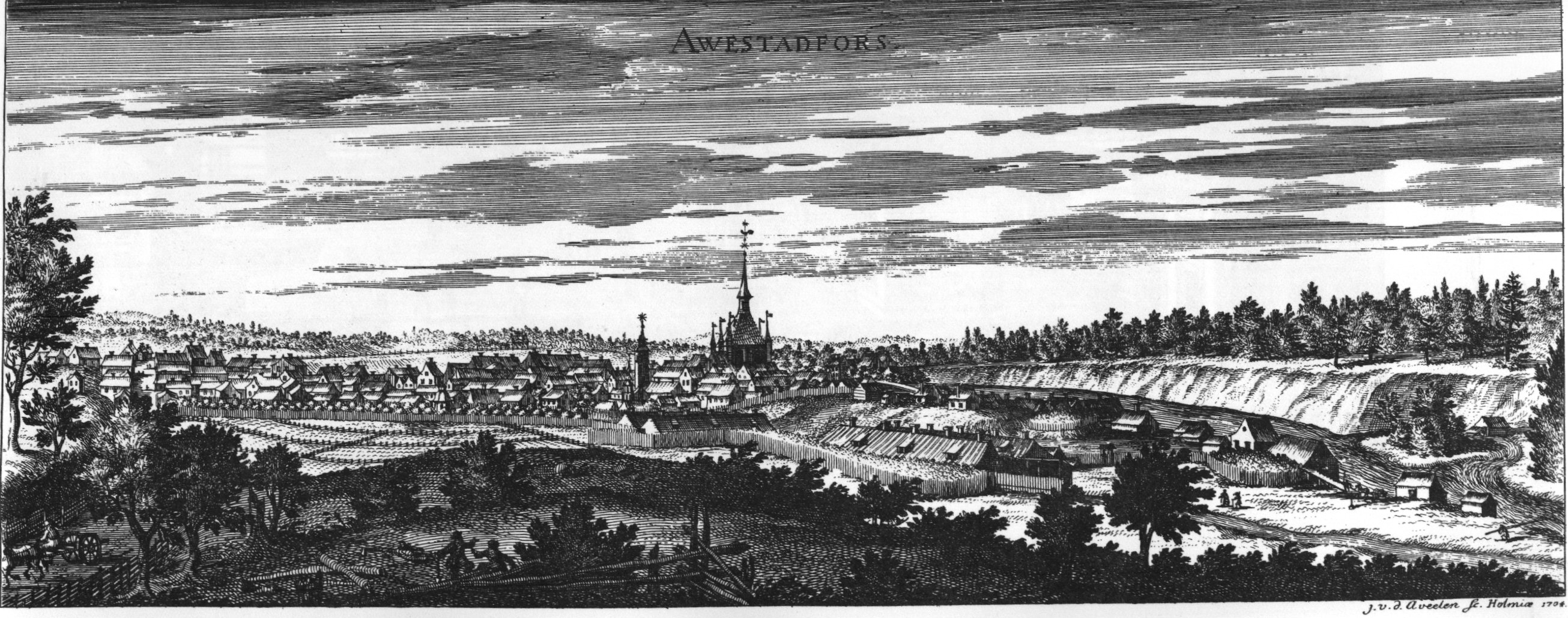
Avesta zum Ende des 17. Jahrhunderts
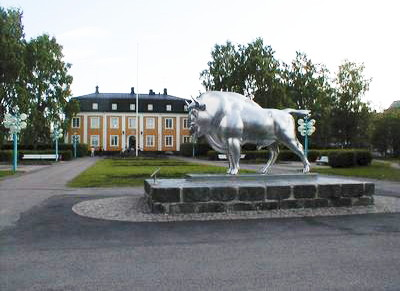
Der Wisent – das Symbol des früheren Unternehmens Avesta Sheffield AB.
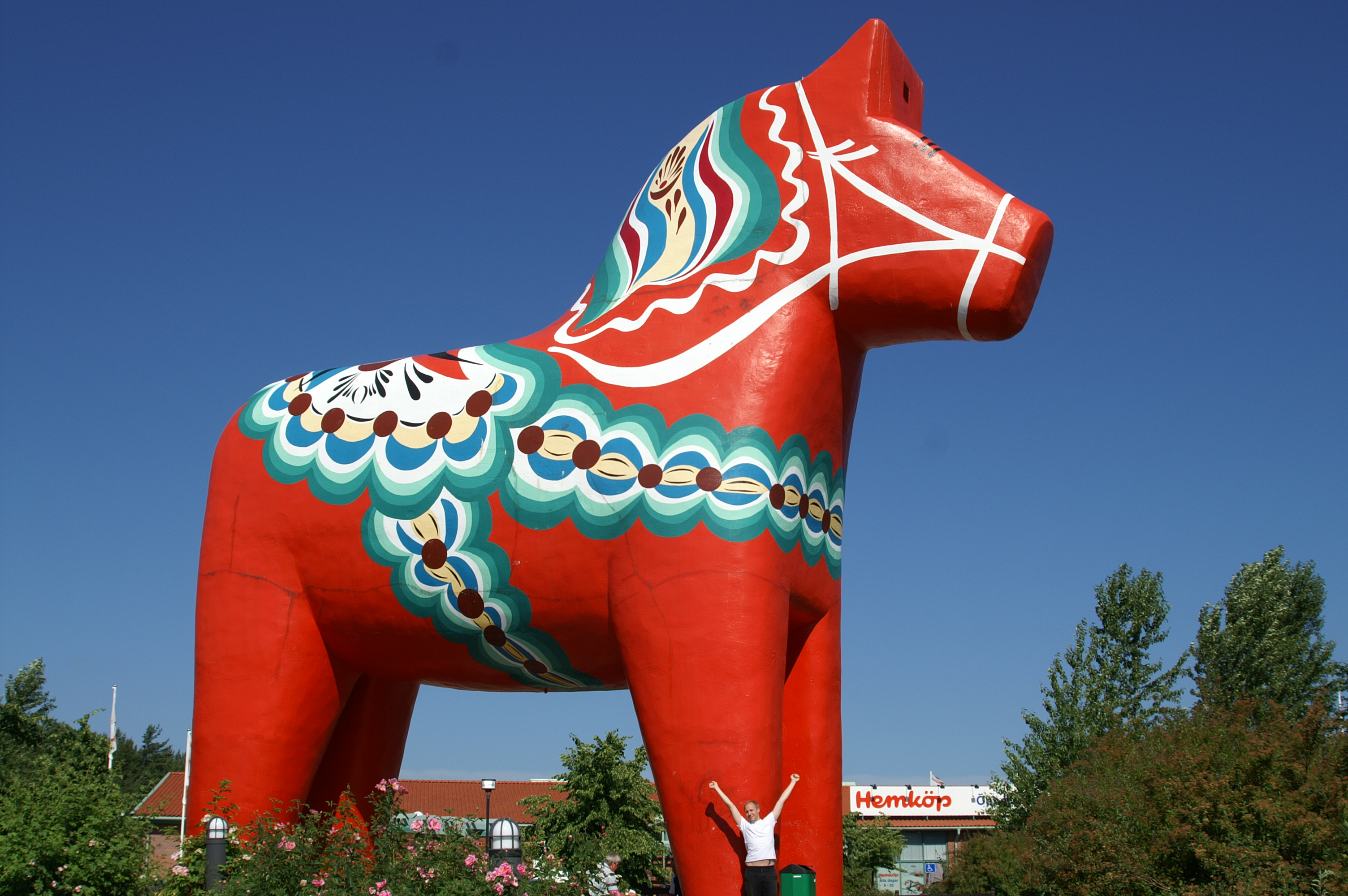
Das Dalapferd aus Beton.

## Söhne und Töchter der Stadt
- Carl Norberg (1889–1970), Turner
- Börje Leander (1918–2003), Fußballspieler
- Arvid Wretlind (1919–2002), Mediziner
- Karl-Åke Asph (* 1939), Skilangläufer
- Gunder Andersson (1943–2025), Schriftsteller und Kulturjournalist
- Birgitta Jönsson (* 1961), Schwimmerin
- Tony Rickardsson (* 1970), Speedway-Fahrer
- Jonas Kjellgren (* 1977), Metalmusiker und -produzent
- Martin Johansson (* 1984), Orientierungsläufer
- Lina Hurtig (* 1995), Fußballspielerin
- Maja Nylén Persson (* 2000), Eishockeyspielerin